# Juan Pablo Barcia
Juan Pablo Barcia Alonso (nascido em 6 setembro de 1976) é um remador paralímpico espanhol. Participou de dois Jogos Olímpicos, em Pequim 2008 e Londres 2012. Em junho de 2013, participou do Campeonato Espanhol de Clubes de Remo Olímpico, realizado no Rio Guadalquivir, em Sevilha.